# Läsnedsättning
Läsnedsättning syftar på en persons svårigheter att tillgodogöra sig tryckt text på grund av exempelvis läs- och skrivsvårigheter (t.ex. dyslexi), nedsatt syn eller hörsel eller en intellektuell eller neuropsykiatrisk funktionsnedsättning. Beroende på orsaken till läsnedsättningen kan texter i stället tillgängliggöras med hjälp av talböcker, punktskrift, lättläst, anpassningsbara digitala format, taktila bilderböcker och teckenspråk.